# Coppa del mondo di marcia 1997
La Coppa del mondo di marcia 1997 (1997 IAAF World Race Walking Cup) si è svolta a Poděbrady, in Repubblica Ceca, il 19 e 20 aprile. 

## Medagliati

### Uomini
| Specialità            | Oro                | Prestazione | Argento       | Prestazione | Bronzo           | Prestazione |
| 20 km                 | Jefferson Pérez    | 1h18'24"    | Daniel García | 1h18'27"    | Il'ja Markov     | 1h18'30"    |
| 50 km                 | Jesús Ángel García | 3h39'54"    | Oleg Išutkin  | 3h40'12"    | Valentin Kononen | 3h41'09"    |
| Gara a squadre Totale | Russia             | 865 pt.     | Messico       | 803 pt.     | Bielorussia      | 802 pt.     |
| Gara a squadre 20 km  | Russia             | 431 pt.     | Bielorussia   | 413 pt.     | Messico          | 403 pt.     |
| Gara a squadre 50 km  | Russia             | 434 pt.     | Slovacchia    | 415 pt.     | Spagna           | 407 pt.     |

### Donne
| Specialità     | Oro            | Prestazione | Argento           | Prestazione | Bronzo | Prestazione |
| 10 km          | Irina Stankina | 41'52"      | Olimpiada Ivanova | 41'59"      | Gu Yan | 42'15"      |
| Gara a squadre | Russia         | 440 pt.     | Italia            | 435 pt.     | Cina   | 425 pt.     |